# Spolia opima

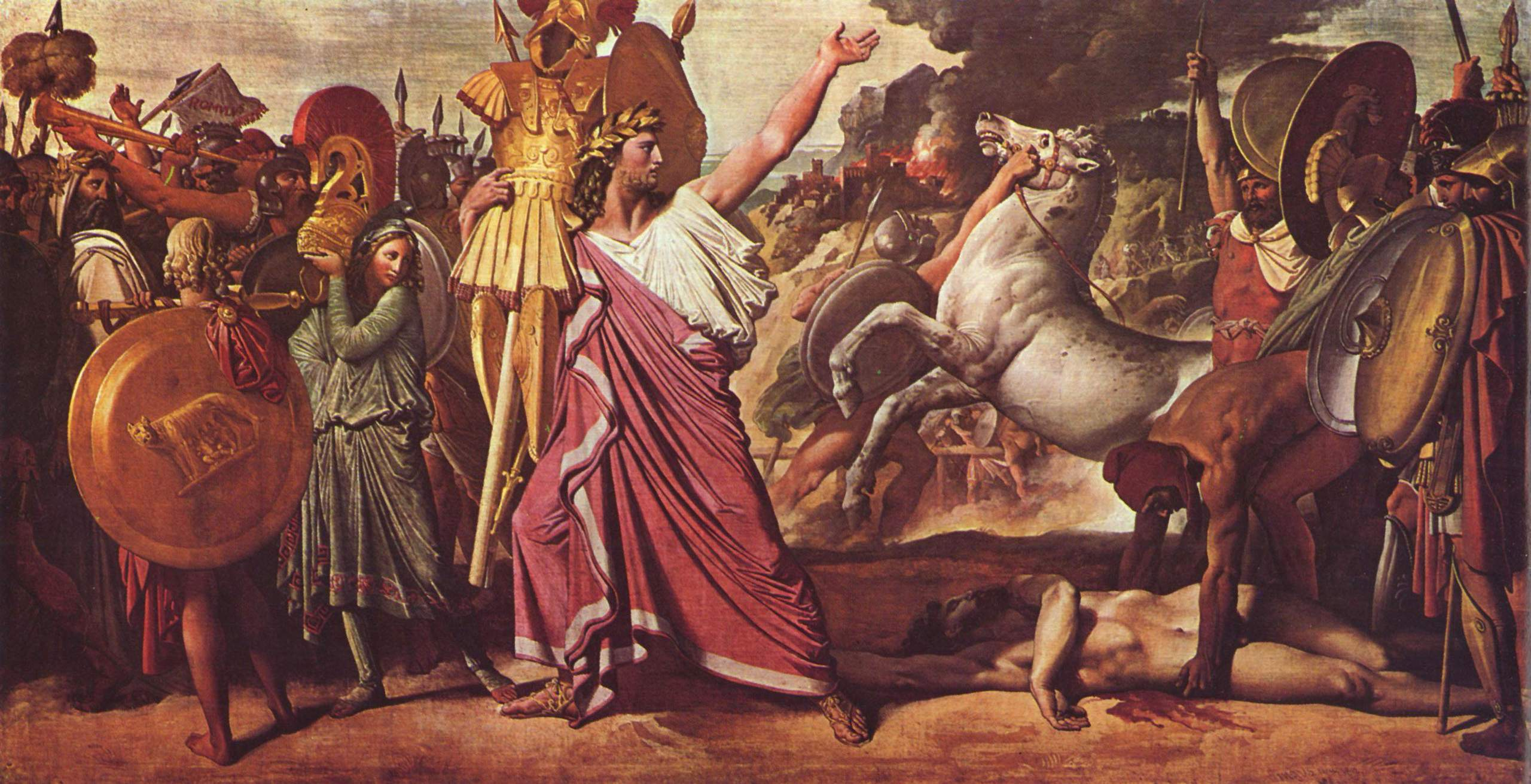
Romolo, uccisore di Acrone, porta le sue spoglie al tempio di Giove dipinto di Jean Auguste Dominique Ingres, 1812

Spolia opima (in latino letteralmente "bottino abbondante", dove il termine Ops significa appunto ricchezza) si riferisce all'armatura, alle armi e agli altri effetti che un generale romano aveva tratto come trofeo dal corpo del comandante nemico ucciso in singolar tenzone, e che dovevano essere offerte nel tempio di Giove Feretrio sul Campidoglio. Benché i Romani riconoscessero e mettessero in mostra altre specie di trofei - quali le insegne ed i rostri delle navi nemiche -, gli spolia opima erano considerati quelli più onorevoli da vincere e che davano maggior fama a chi li conquistava.

## Storia
Nel corso della loro storia, i Romani riconobbero solo tre casi in cui gli spolia opima siano state conquistati. Il primo fu Romolo che le prese da Acrone, re dei Ceninensi; Ecco come descrive il trofeo Plutarco:
(Plutarco, Vita di Romolo, 16, 4-5.)
Il secondo a celebrare tale gesto di coraggio fu Aulo Cornelio Cosso (console nel 428 a.C.) da Lars Tolumnio, re di Veio nel 437 a.C.;  il terzo Marco Claudio Marcello da Viridomaro, re degli Insubri della Gallia Cisalpina (battaglia di Clastidium) nel 222 a.C. E sembra che Cosso e Marcello abbiano sfilato su una quadriga, trasportando personalmente i trofei.
La richiesta di Marco Licinio Crasso (un nipote dell'omonimo triumviro), dopo una vittoria sopra il capo dei Bastarni nel 29 a.C. di ottenere gli spolia opima fu rifiutata da Augusto, perché Crasso non era il comandante in capo, ma soltanto un generale subordinato all'imperatore.